# Synagoga Gerszona Goldberga w Łodzi
Synagoga Gerszona Goldberga w Łodzi – prywatny dom modlitwy znajdujący się w Łodzi przy ulicy Długiej 76, obecnie ulica Gdańska.
Synagoga została zbudowana w 1909 roku z inicjatywy Gerszona Goldberga. Mogła ona pomieścić 25 osób. Podczas II wojny światowej hitlerowcy zdewastowali synagogę.